# Jan Mohr
Jan Gunnar Faye Mohr (født 10. januar 1921, død 17. marts 2009 i en alder af 88 år) var en norsk-dansk genetiker, internationalt kendt og anerkendt som pioner indenfor kortlægningen af menneskets genom.

## Biografi
Jan Mohr, blev født i Paris af norske forældre. Hans far var den norske maler Hugo Lous Mohr. Efter en kort interesse for astrofysik bestemte Jan Mohr sig for medicin, inspireret af sin onkel, genetikeren Otto Lous Mohr. 
I 1948 blev Mohr cand.med. ved Oslo Universitet. Under Rockefeller Foundation studerede han genetik ved Columbia University USA, University College London og Arvebiologisk Institut i København.
Allerede 1951 påviste Mohr den første genetiske kobling i mennesket, koblingen mellem blodtypen lutheran og secretor. Hans opdagelse skulle vise sig at blive starten til kortlægningen af menneskets genom. Flere genetiske koblinger fulgte, man fik illustreret mulighed for anvendelse af genetisk kobling i prænatal og efterhånden også i præklinisk genetisk diagnostik (som ved sygdomme med sen manifestation, som Huntingtons chorea), og man så på sigt, mulighederne for stringent genetisk analyse også af mere komplicerede sygdomme og egenskaber.
Han fortsatte sin forskning på Oslo Universitet som amanuensis 1952 og docent 1959. Jan Mohr oprettede Institutt for Medisinsk Genetikk under det medicinske fakultet ved Oslo Universitet og var leder af instituttet frem til 1964.
Mohr blev dr.med. 1954 ved Københavns Universitet med disputatsen ’A Study of Linkage in Man’. I 1964 blev han udpeget til at efterfølge Tage Kemp som professor i human genetik ved Arvebiologisk Institut, Københavns Universitet. Sammen med Hans Eiberg oprettede han i 1972 Instituttets store familiebank med blodprøver fra tusind børnerige danske familier, den fungerede som et led i den genetiske kortlægning. I 1968 introducerede Mohr begrebet antenatal genetisk diagnose ved prøvetagning af chorion villi, og videreudviklede sammen med N. Hahnemann denne teknik (for diagnose tidligt i graviditeten) i retning af klinisk anvendelse.
Mohr-Tranebjærg-syndromet er navngivet efter Jan Mohr, som først beskrev syndromet, og efter Tranebjærg, som senere beskrev det mere udførligt. Det er en sjælden, men alvorlig sygdom koblet til X-kromosomet. (Mohr syndrom type II har navn efter Jan Mohrs onkel Otto Lous Mohr.)
1968 blev Mohr medlem af det Kongelige Danske Videnskabernes Selskab.
Jan Mohr grundlagde det internationale tidsskrift Clinical Genetics i 1970 sammen med sine to nordiske kolleger Kåre Berg, hans efterfølger i Oslo, og Jan Arvid Böök i Uppsala. Mohr redigerede tidsskriftet frem til 1991. 
Da European Society of Human Genetics stiftedes i 1967 blev Jan Mohr valgt til Founding Chairman og var generalsekretær for ESHG helt frem til 1991.
Jan Mohr fortsatte som professor emeritus sit internationale engagement. Han var leder indtil 1997 for et af Europa Kommissionens handlingsprojekter (concerted actions) indenfor cancergenetik.

## Eksterne links
- European Society of Human Genetics – ESHG
- Om Jan Mohr, Københavns Universitet Arkiveret 4. januar 2015 hos  hos Archive.is